# La Grange (Illinois)
La Grange – wieś w Stanach Zjednoczonych, w stanie Illinois, w hrabstwie Cook.
Z La Grande pochodzi Sarah Wayne Callies, amerykańska aktorka.